# Zagrody (Grodzisko)
Zagrody – dawna wieś, obecnie jest to niestandaryzowana część przysiółka Grodzisko, w województwie małopolskim, w powiecie krakowskim, w gminie Skała. Stanowi jego północne zabudowania nad Prądnikiem, vis-à-vis Młynów (SIMC 0337521) – części wsi Wola Kalinowska.

## Historia
Dawniej samodzielna wieś w powiecie olkuskim W II RP w województwie kieleckim, w powiecie olkuskim w gminie Skała. 31 października 1933 utworzono gromadę Zagrody w gminie Skała.
Podczas II wojny światowej w Generalnym Gubernatorstwie, w powiecie miechowskim w dystrykcie krakowskim. W 1943 Zagrody liczyły 422 mieszkańców.
Po wojnie Zagrody wraz z całym powiatem olkuskim włączono do województwa krakowskiego. Zagrody stanowiły jedną z trzech gromad gminy Skała (obok Skały i Sobiesęków.
Jesienią 1954, w związku z reformą administracyjną kraju, zniesiono gminę Skała, a Zagrody weszły w skład nowo utworzonej gromady Skała.